# Wu Shan
Wu Shan (chinesisch 巫山, Pinyin Wū Shān, englisch Wu Mountain) ist ein Gebirge zwischen Chongqing und Hubei in der Volksrepublik China. Im Norden ist es mit dem Daba Shan verbunden.
Die Wu-Schlucht (chinesisch 巫峡 / 巫峽) ist eine der drei berühmten Schluchten, denen die Drei-Schluchten-Talsperre ihren Namen verdankt.
Sein bekanntester Gipfel ist der Shennü Feng (神女峰).